# 1237
| [ Edytuj tabelę ]                          |                                                               |
| Książę Małopolski                          | - 1232 Henryk I Brodaty 1238                                  |
| Książę Wielkopolski                        | - 1229 Władysław Odonic 1239                                  |
| Król Angkoru                               | - 1218 Indrawarman II 1244                                    |
| Król Anglii                                | - 1216 Henryk III 1272                                        |
| Król Aragonii i Walencji, hrabia Barcelony | - 1213 Jakub I Zdobywca 1276                                  |
| Książę Bawarii                             | - 1231 Otto II 1253                                           |
| Margrabia Brandenburgii                    | - 1220 Otto III 1267                                          |
| Książę Burgundii                           | - 1218 Hugo IV 1272                                           |
| Cesarz Bizancjum                           | - 1222 Jan III Dukas Watatzes 1254                            |
| Car Bułgarii                               | - 1218 Iwan Asen II 1241                                      |
| Cesarz Chin                                | - 1224 Song Lizong 1264                                       |
| Król Cypru                                 | - 1218 Henryk I 1253                                          |
| Król Czech                                 | - 1230 Wacław I 1253                                          |
| Król Danii                                 | - 1202 Waldemar II Zwycięski 1241                             |
| Władca Egiptu                              | - 1218 Al-Kamil 1238                                          |
| Król Francji                               | - 1226 Ludwik IX Święty 1270                                  |
| Król Gruzji                                | - 1223 Rusudan 1245                                           |
| Hrabia Holandii                            | - 1234 Wilhelm II 1256                                        |
| Cesarz Japonii                             | - 1232 Shijō 1242                                             |
| Kalif                                      | - 1226 Al-Mustansir 1242                                      |
| Król Kastylii                              | - 1217 Ferdynand III Święty 1252                              |
| Król Kastylii i Leónu                      | - 1230 Ferdynand III Święty 1252                              |
| Patriarcha Konstantynopola                 | - 1222 German II 1240                                         |
| Władca Korei                               | - 1213 Kojong 1259                                            |
| Książę Litwy                               | - 1219 Dowsprunk 1238                                         |
| Cesarz Łaciński                            | - 1228 Baldwin II de Courtenay 1261 - 1231 Jan z Brienne 1237 |
| Kalif Maroka                               | - 1232 Abd al-Wahid II 1242                                   |
| Król Nawarry                               | - 1234 Tybald I 1253                                          |
| Król Norwegii                              | - 1217 Haakon IV Stary 1263                                   |
| Hrabia Palatynatu                          | - 1227 Otton I Bawarski 1253                                  |
| Papież                                     | - 1227 Grzegorz IX 1241                                       |
| Król Portugalii                            | - 1223 Sancho II 1248                                         |
| Sułtan Rumu                                | - 1220 Kajkubad I 1237 - 1237 Kaj Chusrau II 1246             |
| Książę Rusi halickiej                      | - 1235 Michał I 1238 - 1236 Rościsław I 1238                  |
| Cesarz Rzymski (niemiecki)                 | - 1220 Fryderyk II 1250                                       |
| Książę Saksonii                            | - 1212 Albrecht I 1260                                        |
| Król Serbii                                | - 1234 Stefan Władysław 1243                                  |
| Król Singasari                             | - 1227 Anuśpati 1248                                          |
| Król Szkocji                               | - 1214 Aleksander II 1249                                     |
| Król Szwecji                               | - 1234 Eryk XI Eriksson 1250                                  |
| Doża Wenecji                               | - 1229 Jacopo Tiepolo 1249                                    |
| Król Węgier                                | - 1235 Bela IV 1270                                           |
| Wielki mistrz zakonu krzyżackiego          | - 1209 Hermann von Salza 1239                                 |

Rok 1237 / MCCXXXVII
stulecia: XII wiek ~
XIII wiek ~
XIV wiek

lata: 1227 «
1232 «
1233 «
1234 «
1235 «
1236 «
1237
» 1238
» 1239
» 1240
» 1241
» 1242
» 1247

## Wydarzenia w Polsce
- Książę Henryk Pobożny sprowadził  do Krakowa Franciszkanów z Pragi.
- Książę Kazimierz Konradowicz nadał prawa miejskie miastu Inowrocław.
- Płock otrzymał prawa miejskie.
- Krzyżacy założyli miasto Elbląg, co umożliwiło ściąganie z Niemiec posiłków drogą morską.

## Wydarzenia na świecie
- 28 października – umowna data założenia Berlina.
- 27 listopada – w bitwie pod Cortenuova cesarz Fryderyk II rozbił wojska Ligi Lombardzkiej.
- Fryderyk II wybrał swojego syna Konrada na króla Niemiec[1].
- Niemieccy kawalerowie mieczowi znad Dźwiny, po klęsce zadanej im przez Litwinów pod Szawlami, połączyli się z Krzyżakami. Ziemie bałtyckie dostały się we dwa ognie.
- Batu-chan uderzył na północną część Rusi, na księstwo riazańskie. Zdobył Moskwę, Suzdal i Włodzimierz, którego książę Jerzy Wsiewołodowicz poległ w bitwie nad rzeką Sit. Tylko wiosenne roztopy ocaliły Wielki Nowogród[1].

## Zmarli
- 13 lutego – Jordan z Saksonii, dominikanin (ur. ok. 1190)
- 16 marca – Guðmundur Arason, islandzki biskup (ur. 1161)
- data dzienna nieznana:
  - Fujiwara-no Ietaka, japoński poeta (ur. 1158)
  - Kajkubad I, sułtan Rumu (ur. ?)[2]